# Ectopoglossus lacrimosus
Ectopoglossus lacrimosus es una especie de anfibio anuro de la familia Dendrobatidae. Es endémico de la región Pacífico en Colombia.

## Descripción
Se ha descrito a E. lacrimosus como similar a E. atopoglossus, pero a diferencia de éste E. lacrimosus es más pequeña y con un patrón de coloración ocre más homogénea y sin listas dorsolaterales visibles. Posee manchas axilares e inguinales de coloración amarillenta. Cuerpo robusto con miembros posteriores fuertes. Característica estructura lingual con un pequeño apéndice en la mitad. Es de actividad diurna.

## Distribución
E. lacrimosus se encuentra en tierras bajas altamente húmedas entre los 100 y los 640 metros de altitud. Su hábitat en la selva baja del río Atrato, las cuenca del río San Juan y Guangüí y el área selvática que va de la bahía de Málaga a Buenaventura, en los departamentos de Chocó y Valle del Cauca. Hay registros en la Cordillera Occidental del departamento del Cauca.

## Estado de conservación y riesgo
E. lacrimosus ha sido evaluada según los parámetros de la Lista Roja de la UICN y por la Corporación autónoma regional del Valle del Cauca, una entidad local, ha desarrollado una jerarquización de los estados de conservación que en gran medida se asemeja al de la UICN denominado CDC-CVC. Para la Corporación autónoma regional del Valle del Cauca patrón E. lacrimosus está catalogada como S1 o en peligro crítico, lo que significa un alto riesgo de extinción por escasez, poca distribución, rareza y limitación a un solo tipo de hábitat. Para la UICN también se considera en peligro de extinción, pero la clasifica como vulnerable.